# Cementerio de Behesht Zahra
Behesht Zahra (en persa: بهشت زهرا) es el nombre del mayor camposanto de Irán. Situado al sur de Teherán, abrió sus puertas en 1970. En la parcela N.º 33 de este cementerio yacen enterrados célebres combatientes que fueron asesinados en refriegas contras las fuerzas del régimen de los Pahlavi, o que fueron ejecutados en las cárceles. Diez parcelas han sido apartadas para el descanso eterno de los muertos en la guerra irano-iraquí. Distintas se han designado también para las víctimas mortales de diferentes acontecimientos y celebridades. Ruhollâh Jomeini descansa en la parte oeste del cementerio en un mausoleo erigido al efecto.
Tras su regreso a Irán de su exilio en París, el Imam Jomeini, lo primero que hizo fue dirigirse a este cementerio para dar su primer discurso en medio de numerosos partidarios.

## Historia
Al principio Behesht Zahra tenía una superficie de 314 hectáreas. En 1997 se le añadió en la parte norte una superficie de 110 hectáreas, y en 2008, en la parte este, se le adquirieron mediante compra 160 hectáreas más. En la actualidad hay enterradas 1.400.000 personas en este cementerio.

## Personas célebres enterradas en Behesht Zahra
- Ayatolla Jomeiní
- Akbar Hashemi Rafsanjani
- Mohammad Beheshti
- Mohammad Javad Bahonar
- Mohammad Ali Rajai
- Nader Yahanbani
- Yavad Fekuri
- Mahmud Taleghani
- Mostafa Chemran
- Hasan Habibi

## Imágenes
|                   |
| Tumba de Chamran. |

|                                     |
| Tumbas privadas de Behesht-e Zahra. |

|                                                 |
| Dentro del espacio de los mártires de 7 de Tir. |

|                                       |
| Tumbas preparadas de Behesht-e Zahra. |